# Морран, Эдуард
Шарль Жак Эдуард Морран (фр. Charles Jacques Édouard Morren, 1833 — 1886) — бельгийский ботаник, профессор ботаники.

## Биография
Шарль Жак Эдуард Морран родился 2 декабря 1833 года.
Шарль Жак Эдуард был директором Ботанического сада университета Льежа. Шарль Жак Эдуард Морран был профессором ботаники. Он внёс значительный вклад в ботанику, описав множество видов растений.
Шарль Жак Эдуард Морран был сыном Шарля Франсуа Антуана Моррана (1807—1858). Шарль Жак Эдуард и его отец Шарль Франсуа Антуан выпускали журнал La Belgique Horticole. В общей сложности было опубликовано 35 томов в период с 1851 по 1885 год.
Шарль Жак Эдуард Морран умер 28 февраля 1886 года. Непосредственно перед смертью Морран работал над монографией о бромелиевых. Неоконченная рукопись и рисунки растений были проданы вдовой Моррана Садам Кью. Рисунки для монографии оказали большое влияние на стиль ботанического иллюстратора Маргарет Ми.

## Научная деятельность
Шарль Жак Эдуард Морран специализировался на водорослях и на семенных растениях.

## Научные работы
- Dissertation sur les feuilles vertes et colorées envisagées spécialement au point de vue des rapports de la chlorophylle et de l'érythrophylle. Gand: Annoot-Braeckman, 1858.
- Charles Morren: sa vie et ses oeuvres. 2. Aufl., Gand: Annoot-Braeckman, 1860.
- Mémorandum des travaux de botanique et de physiologie végétale qui ont été publiés par l’Académie Royale des Sciences, des Lettres et des Beaux-arts de Belgique pendant le premier siècle de son existence (1772—1871). Brüssel: Hayez, 1872.
- Description de l’Institut Botanique de l’Université de Liége. Liége: Boverie, 1885.